# Temporada 1987-88 de Los Angeles Clippers
La temporada 1987-88 fue la cuarta de los Clippers en la NBA en su nueva localización de Los Angeles, y la décima en el estado de California, tras moverse desde Búfalo (Nueva York), donde disputaron ocho temporadas con la denominación de los Buffalo Braves. La temporada regular acabó con 17 victorias y 65 derrotas, ocupando el duodécimo y último puesto de la conferencia Oeste, no logrando clasificarse para los playoffs.

## Elecciones en elDraft
| Ronda | Puesto | Jugador         | Posición  | Nacionalidad   | Universidad    |
| ----- | ------ | --------------- | --------- | -------------- | -------------- |
| 1     | 4      | Reggie Williams | Alero     | Estados Unidos | Georgetown     |
| 1     | 13     | Joe Wolf        | Pívot     | Estados Unidos | North Carolina |
| 1     | 19     | Ken Norman      | Alero     | Estados Unidos | Illinois       |
| 2     | 38     | Norris Coleman  | Ala-Pívot | Estados Unidos | Kansas State   |
| 6     | 116    | Martin Nessley  | Pívot     | Estados Unidos | Duke           |

## Temporada regular
| División Pacífico        | División Pacífico | División Pacífico | División Pacífico | División Pacífico | División Pacífico | División Pacífico | División Pacífico | División Pacífico |
| Equipo                   | G                 | P                 | %                 | PD                | Casa              | Fuera             | Div               |                   |
| ------------------------ | ----------------- | ----------------- | ----------------- | ----------------- | ----------------- | ----------------- | ----------------- | ----------------- |
| y-Los Angeles Lakers     | 62                | 20                | .756              | –                 | 36–5              | 26–15             | 23–7              |                   |
| x-Portland Trail Blazers | 53                | 29                | .646              | 9                 | 33–8              | 20–21             | 23–7              |                   |
| x-Seattle SuperSonics    | 44                | 38                | .537              | 18                | 32–9              | 12–29             | 19–11             |                   |
| Phoenix Suns             | 28                | 54                | .341              | 34                | 22–19             | 6–35              | 11–19             |                   |
| Golden State Warriors    | 20                | 62                | .244              | 42                | 16–25             | 4–37              | 7–23              |                   |
| Los Angeles Clippers     | 17                | 65                | .207              | 45                | 14–27             | 3–38              | 7–23              |                   |

## Estadísticas
| Rk | Jugador           | Edad | P  | PT | MP   | TC  | TCI  | %TC   | T3  | T3I | %T3   | TL  | TLI | %TL   | RO  | RD  | RT   | AS  | RB  | TAP | BP  | FP  | PTS  |
| -- | ----------------- | ---- | -- | -- | ---- | --- | ---- | ----- | --- | --- | ----- | --- | --- | ----- | --- | --- | ---- | --- | --- | --- | --- | --- | ---- |
| 1  | Michael Cage      | 26   | 72 | 70 | 36.9 | 5.0 | 10.6 | .470  | 0.0 | 0.0 | .000  | 4.5 | 6.6 | .688  | 5.2 | 7.9 | 13.0 | 1.5 | 1.3 | 0.8 | 2.2 | 2.7 | 14.5 |
| 2  | Benoit Benjamin   | 23   | 66 | 59 | 32.9 | 5.2 | 10.5 | .491  | 0.0 | 0.1 | .000  | 2.7 | 3.9 | .706  | 1.7 | 6.3 | 8.0  | 2.6 | 0.8 | 3.4 | 3.4 | 3.1 | 13.0 |
| 3  | Mike Woodson      | 29   | 80 | 77 | 31.7 | 7.0 | 15.8 | .445  | 0.2 | 1.0 | .231  | 3.7 | 4.3 | .868  | 0.8 | 1.6 | 2.4  | 3.4 | 1.4 | 0.3 | 2.3 | 2.6 | 18.0 |
| 4  | Larry Drew        | 29   | 74 | 51 | 27.4 | 4.4 | 9.7  | .456  | 0.4 | 1.2 | .289  | 1.1 | 1.5 | .769  | 0.3 | 1.3 | 1.6  | 5.2 | 0.9 | 0.0 | 2.1 | 1.5 | 10.3 |
| 5  | Joe Wolf          | 23   | 42 | 26 | 27.1 | 3.2 | 8.0  | .407  | 0.1 | 0.4 | .200  | 1.1 | 1.3 | .833  | 1.2 | 3.2 | 4.5  | 2.3 | 0.9 | 0.4 | 1.8 | 3.3 | 7.6  |
| 6  | Reggie Williams   | 23   | 35 | 14 | 24.5 | 4.3 | 12.2 | .356  | 0.4 | 1.7 | .224  | 1.4 | 1.9 | .727  | 1.6 | 1.8 | 3.4  | 1.7 | 0.8 | 0.6 | 1.8 | 3.1 | 10.4 |
| 7  | Greg Kite         | 26   | 40 | 19 | 24.4 | 2.1 | 4.6  | .456  | 0.0 | 0.0 | .000  | 1.0 | 1.8 | .534  | 1.9 | 4.1 | 6.0  | 1.1 | 0.4 | 1.3 | 1.6 | 3.4 | 5.1  |
| 8  | Kenny Fields      | 25   | 7  | 0  | 22.0 | 2.3 | 5.1  | .444  | 0.0 | 0.0 |       | 2.9 | 3.7 | .769  | 1.9 | 2.3 | 4.1  | 1.4 | 0.7 | 0.3 | 2.7 | 2.4 | 7.4  |
| 9  | Ken Norman        | 23   | 66 | 28 | 21.7 | 3.7 | 7.6  | .482  | 0.0 | 0.2 | .000  | 1.3 | 2.6 | .512  | 1.5 | 2.5 | 4.0  | 1.2 | 0.7 | 0.5 | 1.6 | 1.9 | 8.6  |
| 10 | Darnell Valentine | 28   | 79 | 31 | 20.7 | 2.8 | 6.7  | .418  | 0.2 | 0.4 | .455  | 1.3 | 1.7 | .743  | 0.5 | 1.5 | 2.0  | 4.8 | 1.5 | 0.1 | 1.9 | 1.7 | 7.1  |
| 11 | Eric White        | 22   | 17 | 4  | 20.7 | 3.9 | 7.3  | .532  | 0.1 | 0.1 | 1.000 | 2.6 | 3.4 | .789  | 1.8 | 1.8 | 3.6  | 0.5 | 0.4 | 0.2 | 1.2 | 1.9 | 10.5 |
| 12 | Quintin Dailey    | 27   | 67 | 7  | 19.1 | 4.9 | 11.3 | .434  | 0.0 | 0.2 | .167  | 3.6 | 4.7 | .776  | 0.9 | 1.4 | 2.3  | 1.6 | 1.0 | 0.1 | 1.8 | 1.9 | 13.4 |
| 13 | Tod Murphy        | 24   | 1  | 0  | 19.0 | 1.0 | 1.0  | 1.000 | 0.0 | 0.0 |       | 3.0 | 4.0 | .750  | 1.0 | 1.0 | 2.0  | 2.0 | 1.0 | 0.0 | 0.0 | 2.0 | 5.0  |
| 14 | Steve Burtt       | 25   | 19 | 0  | 16.4 | 3.3 | 7.3  | .449  | 0.0 | 0.2 | .000  | 2.5 | 3.6 | .681  | 0.3 | 1.1 | 1.4  | 2.0 | 0.5 | 0.3 | 2.1 | 2.9 | 9.0  |
| 15 | Earl Cureton      | 30   | 69 | 11 | 16.3 | 1.9 | 4.5  | .429  | 0.0 | 0.0 | .000  | 0.5 | 0.9 | .524  | 1.4 | 2.5 | 3.9  | 0.9 | 0.5 | 0.5 | 0.8 | 2.0 | 4.3  |
| 16 | Norris Coleman    | 26   | 29 | 11 | 14.9 | 2.3 | 6.6  | .346  | 0.0 | 0.1 | .500  | 0.7 | 1.2 | .556  | 1.2 | 1.6 | 2.8  | 0.4 | 0.4 | 0.2 | 0.6 | 1.8 | 5.3  |
| 17 | Claude Gregory    | 29   | 23 | 2  | 13.6 | 2.7 | 5.8  | .455  | 0.0 | 0.0 | .000  | 0.5 | 1.6 | .333  | 1.6 | 2.5 | 4.1  | 0.7 | 0.4 | 0.6 | 1.0 | 1.6 | 5.8  |
| 18 | Michael Phelps    | 26   | 2  | 0  | 11.5 | 1.5 | 3.5  | .429  | 0.0 | 0.0 |       | 1.5 | 2.0 | .750  | 0.0 | 1.0 | 1.0  | 1.5 | 2.5 | 0.0 | 1.0 | 0.5 | 4.5  |
| 19 | Martin Nessley    | 22   | 35 | 0  | 8.4  | 0.5 | 1.4  | .367  | 0.0 | 0.0 |       | 0.2 | 0.4 | .500  | 0.6 | 1.5 | 2.1  | 0.5 | 0.2 | 0.3 | 0.6 | 2.2 | 1.2  |
| 20 | Lancaster Gordon  | 25   | 8  | 0  | 8.1  | 1.4 | 3.9  | .355  | 0.0 | 0.0 |       | 0.8 | 0.8 | 1.000 | 0.3 | 0.3 | 0.5  | 0.9 | 0.1 | 0.3 | 0.5 | 1.0 | 3.5  |